# Negrito
Negrito, spanska "liten svart", etnografisk gruppbenämning, innefattande ati, aeta och fyra andra stammar på Filippinerna, semang på Malackahalvön samt 12 andamanesiska stammar (bland annat Minkopier) på den indiska ögruppen Andamanerna. Samtliga negritofolk är småväxta, jämförbara med pygméer. Vissa av dessa stammar benämndes förr på Filippinerna negrillos.
Bevis i form av mitokondrie-DNA tyder på att negriter utvandrade från Afrika för omkring 65 000 år sedan, med släktskap i första hand med khoisanfolk. Arkeologiska fynd från Andamanerna med en ålder på upp till 2 200 år visar dock inget samband mellan asiatiska negriter och afrikanska folk.[källa behövs]